# Georg Nordblad
Georg Nordblad (n. 24 august 1894, Helsingfors, Imperiul Rus – d. 15 august 1970, Helsingfors, Finlanda) a fost un trăgător de tir ce a reprezentat Finlanda, medaliat olimpic. A participat la o ediție a Jocurilor Olimpice (1924) în care a câștigat o medalie de bronz.

## Participări
Lista de mai jos prezintă principalele competiții la care a participat Georg Nordblad de-a lungul carierei.
- shooting at the 1924 Summer Olympics – men's team clay pigeons[*]